# 有明テニスの森公園

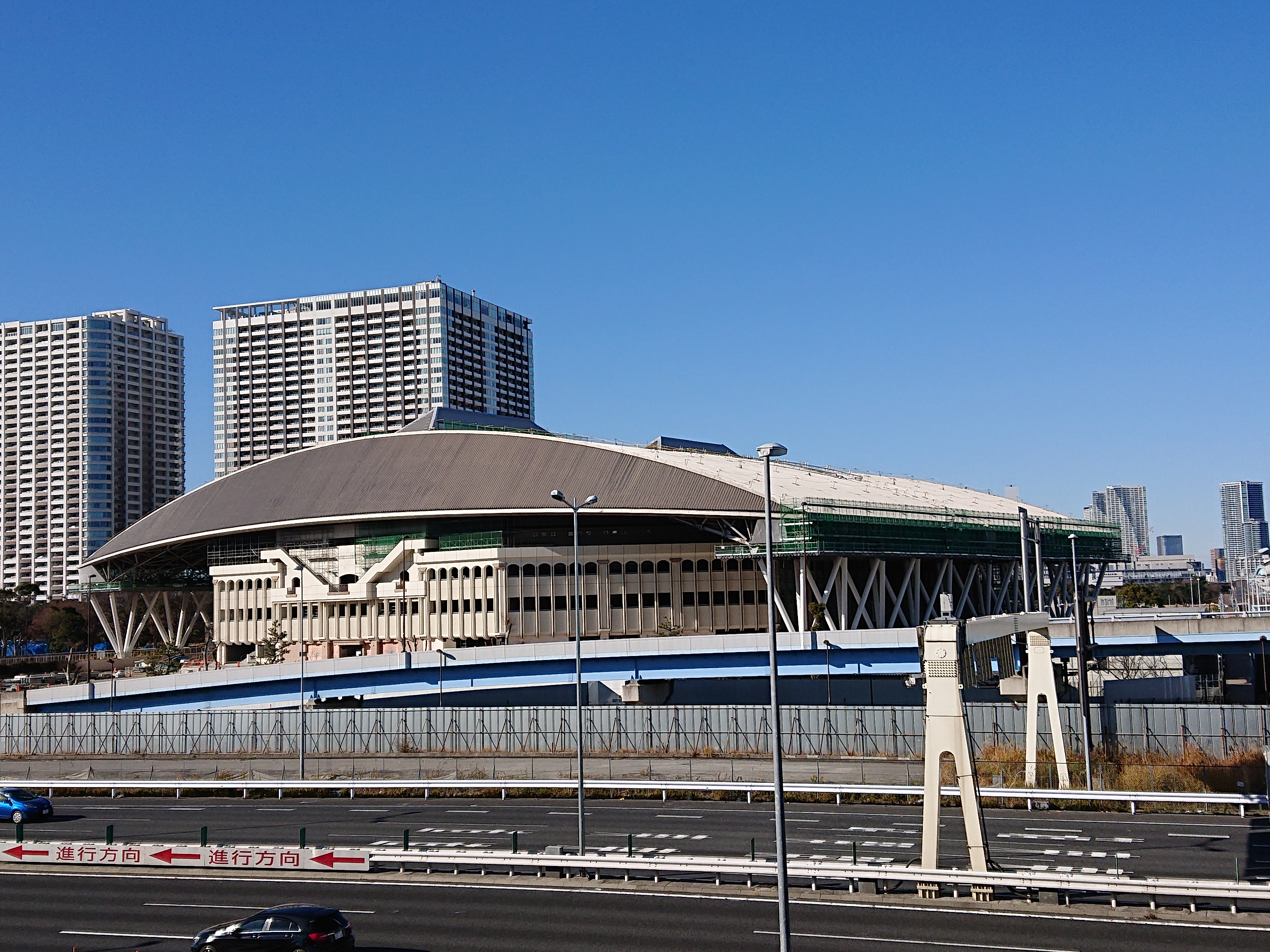
有明コロシアム

有明テニスの森公園（ありあけテニスのもりこうえん、英語：Ariake Tennis Park ）は、東京都江東区有明二丁目にある都立の海上公園（東京都港湾局、東京都生活文化スポーツ局所管）である。東雲ゴルフ場の跡地に1983年5月14日開園、面積は約163,341.64m2 。公益社団法人日本テニス事業協会と東京都埠頭株式会社によるマネージメントチーム「有明テニス・マネージメントチーム」が指定管理者として運営を行っている。

## 概要
園内には、テニスコートのほか、芝生広場、ジョギングコース、遊歩道が設置されている。なお、通年入園が可能で、入園料は設けられていない。
テニスコートの総面数は49面（ハードコート33面、砂入り人工芝コート16面）と国内有数の規模となっている。
- 有明コロシアム（センターコート）
  - ハードコート1面、観客席：10,008席（固定席9,856席、車いす席36席、車いす同伴者席36席、付加アメニティ席80席）
- ショーコート
  - ハードコート1面、観客席：3,018席（固定席：2,910席、車いす席36席、車いす同伴者席36席、付加アメニティ席36席）
- インドアコート
  - ハードコート8面
- 屋外ハードコート23面
- 屋外砂入り人工芝コート16面

インドアコートはクラブハウス（更衣室、シャワー、ロッカー室、ホール、レストラン）に併設されている。りんかい線国際展示場駅から行く場合には、駅舎の西側にある「コロシアムブリッジ」が利用できる。

## 沿革
1983年5月に屋外ハードコート32面で開園し、同年8月に屋外クレーコート16面が追加された。有明コロシアム（ハードコート1面）は1987年4月に屋根なしで開場し、1991年4月にスライド式開閉屋根が取り付けられた。その後クレーコートが砂入り人工芝コートに変更された。
2020年東京オリンピック・パラリンピックに向けた大会前工事によって、有明コロシアムの改修とショーコートの新設が2019年にかけて、インドアコートの新設を伴ったクラブハウスの改築が2020年にかけてそれぞれ行われた。屋外コートもハードコート21面に改修され、大会時の総面数は31面、サーフェスは全てハードコートとなり、大会後に元の総面数とサーフェスに戻されることとなった。
2020年1月6日より園内の施設は閉鎖され、大会後に有明コロシアム、ショーコート、インドアコートが開放された。大会後工事によって、屋外コートが2023年にかけて再び改修され、同年4月15日にハードコート6面・砂入り人工芝コート8面の14面を先行開放、同年5月1日に全面開放された。

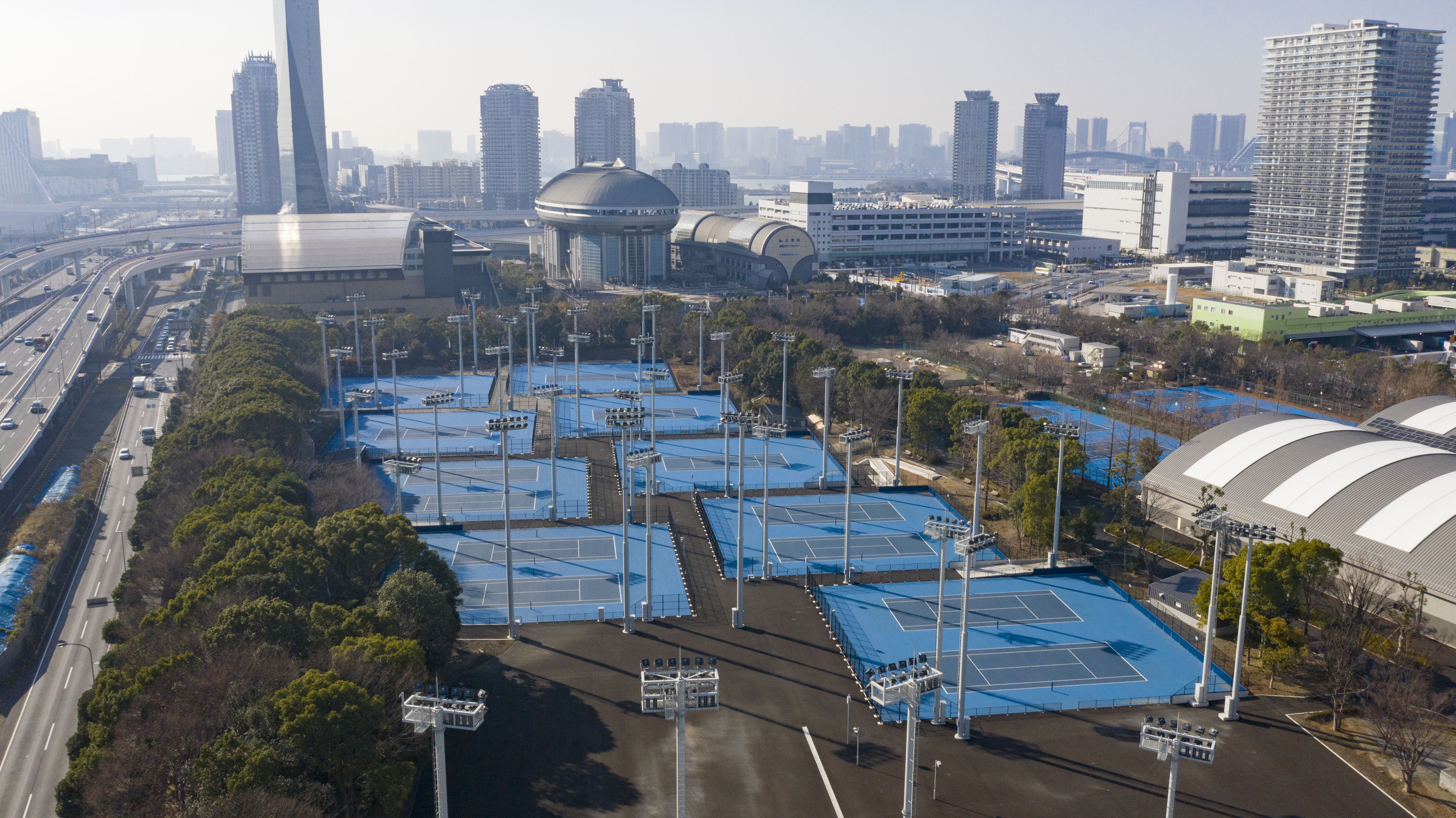
テニスコート
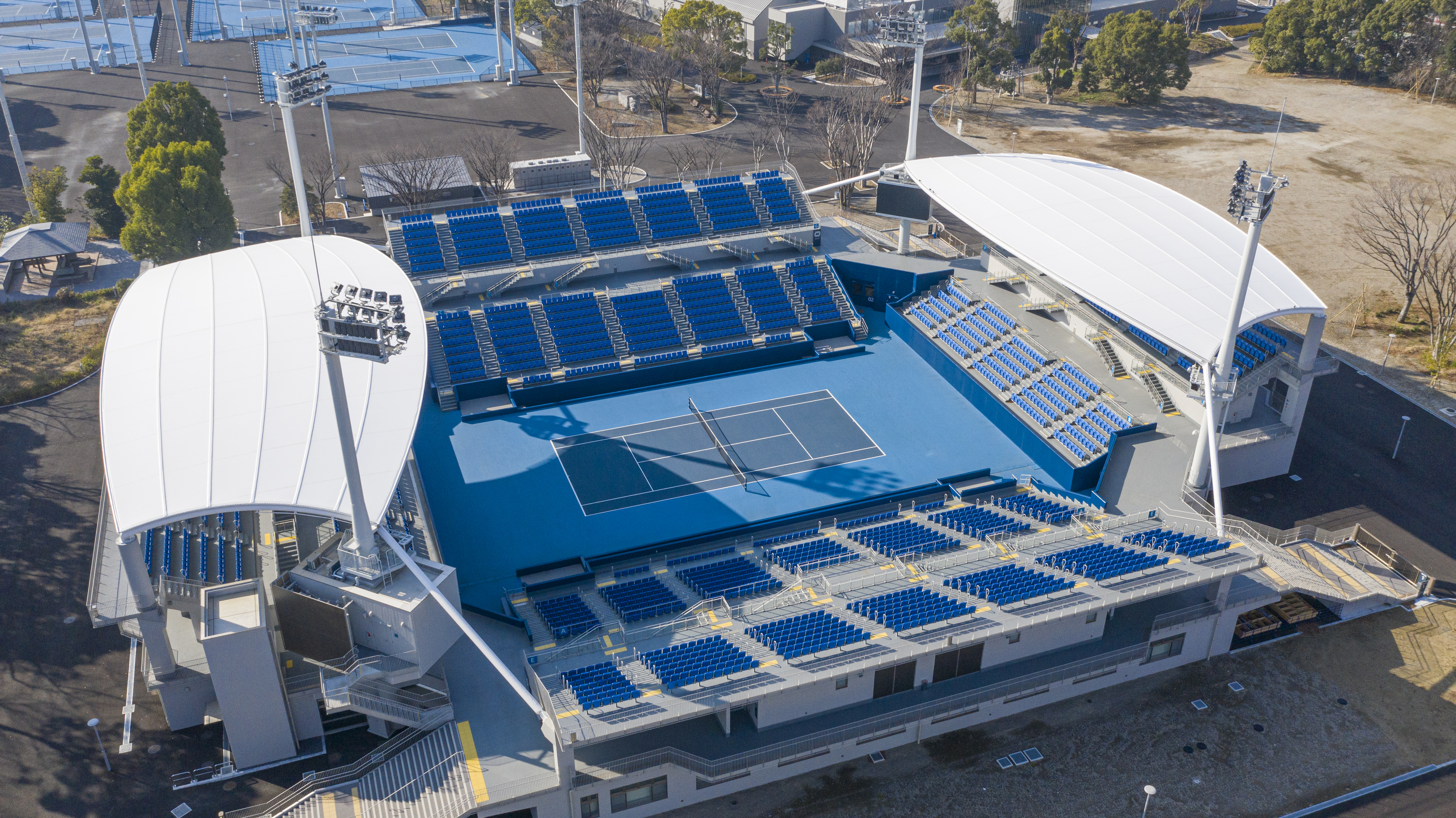
ショーコート
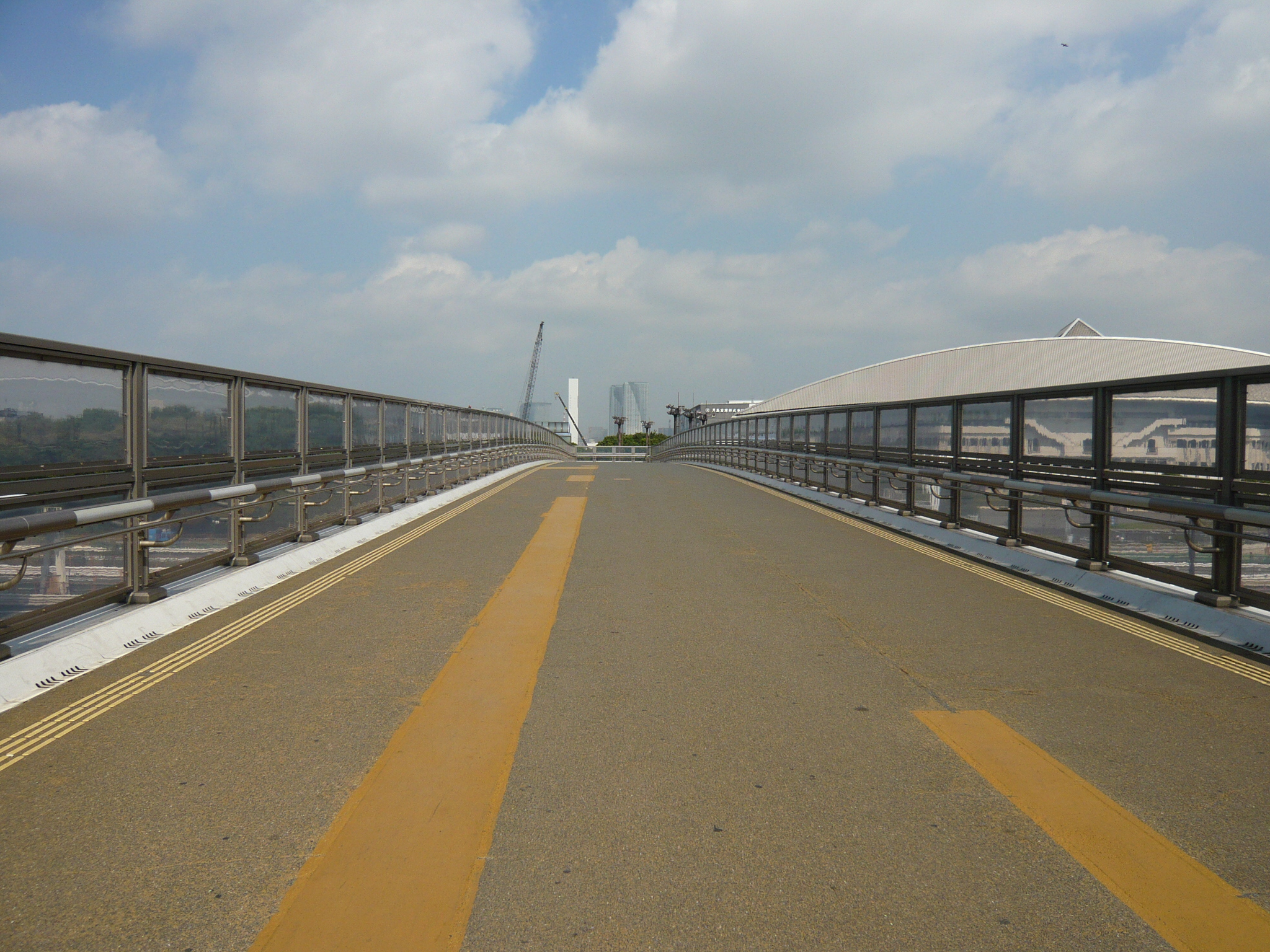
コロシアムブリッジ上
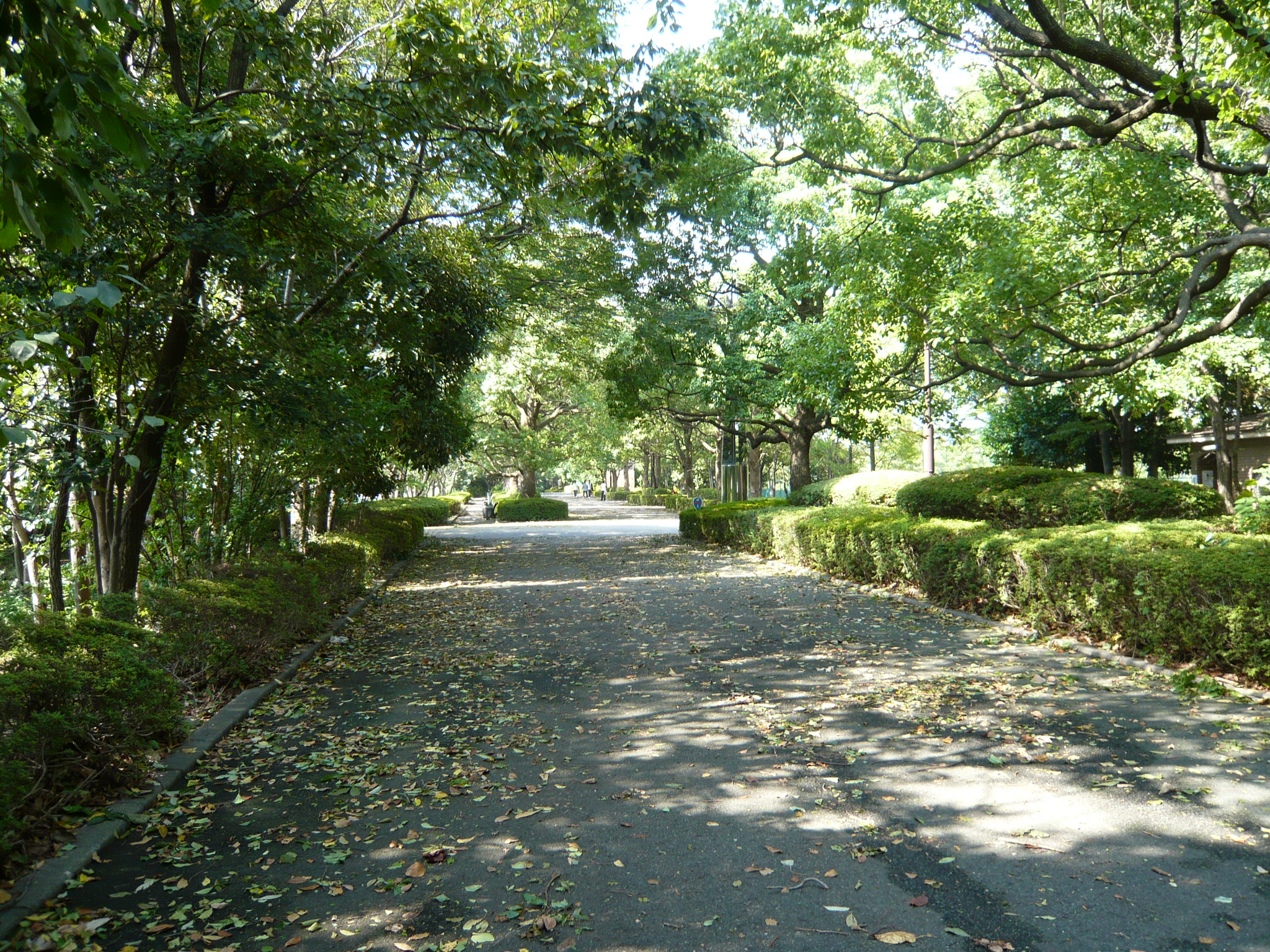
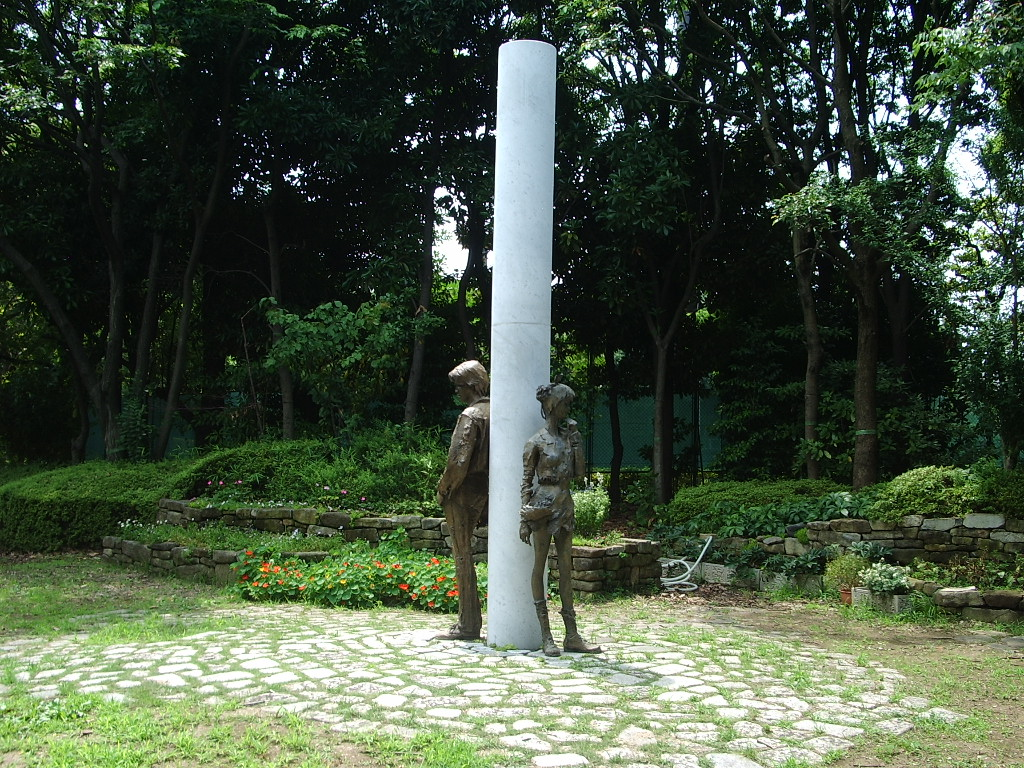

## 競技大会の開催
ATPツアー・WTAツアーとも、日本で開催される国際大会では最上位の大会となるジャパン・オープン・テニス選手権（ATP500）・東レ パン・パシフィック・オープン・テニストーナメント（WTA500）の会場となっている。国内大会でも、東西交互開催を原則としていた全日本テニス選手権が、開園翌年の1984年から有明単独開催となり、日本のテニス競技の象徴的施設としてその名を知られる。2023年には天皇賜盃皇后賜盃全日本ソフトテニス選手権大会が開催された。

## アクセス
鉄道
- りんかい線：国際展示場駅から徒歩5分。
- ゆりかもめ：有明駅から徒歩8分、有明テニスの森駅から徒歩8分。

バス
「有明テニスの森」下車。
- 都営バス
  - 海01系統：門前仲町 - 豊洲駅 - 有明テニスの森 - 有明一丁目 - お台場海浜公園駅 - フジテレビ前 - 台場駅 - 東京国際クルーズターミナル駅 - 日本科学未来館前 - 東京テレポート駅
  - 都05系統：東京駅丸の内南口 - 有楽町駅 - 勝どき駅 - 有明テニスの森 - 有明一丁目 - 武蔵野大学前 - 東京ビッグサイト前
  - 東16系統：東京駅八重洲口 - 住友ツインビル前 - 月島駅 - 豊洲駅 - 有明テニスの森 - 有明一丁目 - 武蔵野大学前 - 東京ビッグサイト前
- 東京BRT
  - 虎ノ門ヒルズ駅 - 新橋 - 豊洲市場 - 有明テニスの森 - 国際展示場駅 - 東京テレポート駅

## 周辺施設
- 2020年東京オリンピック・2020年東京パラリンピック用に周辺エリアに整備された主要な競技施設
  - 有明アリーナ
  - 有明GYM-EX（有明体操競技場）
  - 有明アーバンスポーツパーク
  - 東京アクアティクスセンター
  - 東京辰巳国際水泳場（2023年一旦閉鎖後、アイススケート場への改修工事中。2025年に「東京辰巳アイスアリーナ」として再開場予定）
- 東京ビッグサイト
- 有明ガーデン
  - 東京ガーデンシアター
  - 有明四季劇場
  - ホテル ヴィラフォンテーヌ グランド東京有明
- スモールワールズ東京
- シンボルプロムナード公園
- 東京臨海副都心

## 参考資料
1. ↑  “Marine Parks Guide”. 東京都港湾局. 2022年10月7日閲覧。
2. ↑  “有明テニスの森公園”. 2020年4月30日閲覧。
3. 1 2 3 4  “有明テニスの森公園｜海上公園なび”. 2022年10月7日閲覧。
4. 1 2 3  “有明テニスの森公園 施設案内”.   東京港埠頭株式会社. 2024年7月28日閲覧。
5. 1 2  “有明テニスの森の整備について ～東京2020大会後工事における東レ・楽天OPの開催～”.   東京都財務局. 2024年7月28日閲覧。
6. ↑  有明テニスの森公園テニス施設の全４９面利用再開について